# Fekete marlin
A fekete marlin (Istiompax indica) a sugarasúszójú halak (Actinopterygii) osztályának sügéralakúak (Perciformes) rendjébe, ezen belül a vitorláskardoshal-félék (Istiophoridae) családjába tartozó faj.

## Rendszertani besorolása
Ez a halfaj korábban a Makaira nembe tartozott, Makaira indica név alatt. Manapság megalkották neki a monotipikus Istiompax nemet.

## Előfordulása
A fekete marlin a trópusi és szubtrópusi vizeket kedveli. A hal megtalálható az Indiai- és Csendes-óceánokban. Idejének legnagyobb részét a vízfelszín közelében tölti.

## Megjelenése
Az átlagos hossza 380-465 centiméter között mozog. A legnagyobb feljegyzett példány 750 kilogrammos volt, de vannak beszámolók, miszerint ennél nagyobb fekete marlinok is lennének. A fekete marlin a legnagyobb vitorláshalfélék és csontos halak közé tartozik. Ezt a halat tartják a leggyorsabban úszó halfajnak; a fekete marlin eléri a 129 km/h sebességet is.

## Szaporodása
A meleg 27-28 Celsius-fokos vízben ívik. Egy kifejlett nőstény akár 40 millió ikrát is ereszthet a vízbe; az ikrák szabadon lebegnek az óceánokban.

## Felhasználása, védelme
Kedvelt halfaj az ipari- és sporthorgászatban, emiatt a fekete marlin értékes halfajnak számít.
2010-ben, a Greenpeace szervezet az ehető halak vörös listájára helyezte a fekete marlint, mivel nagy mértékben kereskednek vele és élőhelyéről egyre csak fogy.

## Fordítás
- Ez a szócikk részben vagy egészben  a   Black marlin című angol Wikipédia-szócikk fordításán alapul.  Az eredeti cikk szerkesztőit annak laptörténete sorolja fel. Ez a jelzés csupán a megfogalmazás eredetét és a szerzői jogokat jelzi, nem szolgál a cikkben szereplő információk forrásmegjelöléseként.